# Karl Fischer (Diplomat, 1922)
Karl Ingmar Roman Fischer (* 2. März 1922 in Graz; † 2. Juli 2015) war ein österreichischer Diplomat. Er war Botschafter und Funktionär in mehreren Gremien der Vereinten Nationen.

## Lebenslauf
Karl Ingmar Roman Fischer besuchte ein Volks- und Realgymnasium in Graz. 1941 wurde er zur Wehrmacht eingezogen und diente bis 1945. Nach Kriegsende studierte er Rechtswissenschaften an der Universität Wien, wo er 1949 promovierte. Fischer trat in den Beamtendienst am Bundeskanzleramt ein. Er leitete die Sektion Auswärtige Angelegenheiten (Völkerrechtsbüro, Rechtsabteilung, politische Abteilung); 1952 wurde er Sekretär des Staatssekretärs und späteren Bundeskanzlers Bruno Kreisky.
Seine Karriere lief zwischen Außenministerium und Auswärtigen Dienst ab: von 1953 bis 1955 wurde er Legations-Sekretär und interimistischer Chargé d’Affaires an den Botschaften in Lissabon und Washington. 1960 bis 1963 war er stellvertretender Kabinettschef des Außenministeriums unter Kreisky (Kabinett Raab III); von 1964 bis 1968 Botschaftsrat an der Österreichischen Botschaft in Paris, an die er 1968 als Botschafter bestellt wurde. 1970 übernahm er die Leitung der Abteilung für bilaterale Wirtschafts- sowie bilaterale und multilaterale Verkehrsangelegenheiten im BMAA unter Kurt Waldheim (Regierung Klaus II).
Zwischen 1974 und 1979 war er österreichischer Botschafter in Schweden, 1979 Kabinettchef des Außenministeriums und 1982 stellvertretender Generalsekretär für  Auswärtige Angelegenheiten – beides unter Willibald Pahr in der Bundesregierung Kreisky IV. 1981 wurde er Botschafter im Fürstentum Liechtenstein mit Sitz in Wien.
Fischer erhielt 1982 den Posten als Missionschef der Ständigen Vertretung Österreichs bei den Vereinten Nationen in New York. Sein Rang war der eines außerordentlichen und bevollmächtigten Botschafters, mit Dienstzuteilung als Funktionär bei den Vereinten Nationen. Ab 1984 war er Vizepräsident der 37. Generalversammlung der Vereinten Nationen, Präsident des Wirtschafts- und Sozialrats der Vereinten Nationen, Mitglied und später Vorsitzender im Verwaltungsrat der Internationalen Friedensakademie (Peace Academy), Mit 31. Dezember 1988 ging Karl Ingmar Roman Fischer in den Ruhestand. Ab 1990 war er ehrenamtlicher Vizepräsident der Österreichischen UNICEF-Komitees.